# Рустико (Анкона)
Рустико (итал. Rustico) насеље је у Италији у округу Анкона, региону Марке.
Према процени из 2011. у насељу је живело 355 становника. Насеље се налази на надморској висини од 206 м.